# Fundament
Et fundament eller sokkel er en del af et bygningsværk eller en maskine, som overfører vægt og belastning til  en byggegrund,  en maskinkonstruktion etc. 
Det kan eksempelvis være fundamentet på en bygnings nederste eller bærende del. 
I dag er fundamentet til bygninger som regel støbt i beton. Tidligere brugte man marksten, syldsten kaldet, der blot blev gravet lidt ned i jorden. Dette betød, at bygningens vægge kunne synke eller skride med revner og sætninger til følge.
Fundament kan også betyde fodstykke, underlag og forudsætning.
At have et fundament at bygge på kan derfor henvise til flere områder, et underlag til en bygning, maskine og/ eller en forudsætning for at diskutere et bestemt emne.
Et eksempel kunne også være, hvis en vindmølle skal opsættes i havet, så skal man tænke på prisen på fundamentet.
 Der er for få eller ingen kildehenvisninger i denne artikel, hvilket er et problem. Du kan hjælpe ved at angive troværdige kilder til de påstande, som fremføres i artiklen.

| Arkitektur | Spire Denne arkitekturartikel er en spire som bør udbygges. Du er velkommen til at hjælpe Wikipedia ved at udvide den. |